# Abarema cochleata
Espèce
Synonymes
- Abarema cochleata var. cochleata[1]
- Feuilleea cochleata (Willd.) Kuntze[1]
- Inga cochleata Willd.[1]
- Mimosa cochleata (Willd.) Poir.[1]
- Pithecellobium cochleatum (Willd.) Mart.[1]
- Pithecolobium cochleatum (Willd.) Mart.[1]

Abarema cochleata est une espèce de plantes à fleurs de la famille des Fabacées.
Selon Plants of the World Online, c'est un synonyme de Jupunba cochleata. Selon ce site, c'est un arbre originaire du Brésil. Il pousse en milieu tropical humide.

## Description
C'est un arbre.

## Répartition
L'espèce est trouvée au Brésil.

## Liste des variétés
Selon Catalogue of Life (24 juillet 2017) :
- variété Abarema cochleata var. cochleata
- variété Abarema cochleata var. moniliformis (Ducke)Barneby & J.W.Grimes